# Ophion magniceps
Ophion magniceps är en stekelart som beskrevs av Hooker 1912. Ophion magniceps ingår i släktet Ophion och familjen brokparasitsteklar. Inga underarter finns listade i Catalogue of Life.